# Trithemistinae
A Trithemistinae a szitakötők (Odonata) rendjében a laposhasú acsafélék (Libelluloidea) öregcsaládjába sorolt laposhasú acsák (Libellulidae) családjának egyik alcsaládja 14 nemmel.